# Polypodium schenkii
Polypodium schenkii là một loài dương xỉ trong họ Polypodiaceae. Loài này được Harr. mô tả khoa học đầu tiên năm 1877.
Danh pháp khoa học của loài này chưa được làm sáng tỏ. 